# Ralph Samuel Grossmann
Pour les articles homonymes, voir Grossmann.
Ralph Samuel Grossmann est un plasticien photographe contemporain français. Après des études aux États-Unis, il a vécu à Paris puis Berlin et vit actuellement à Paris.
De logique sérielle, ses œuvres sont consacrées au paysage et à sa représentation,. Abordant ce thème par la photographie, la sculpture ou le dessin, il privilégie les dispositifs d'observation qui sont détournés de leur pure logique scientifique et intègrent une réflexion sur l'impact de la science dans notre perception de la nature.

## Biographie
Ses premières séries ont été présentées en 2001 à New York par la Galerie Nikolai Fine Art, puis à Paris en 2005 par la Galerie Maisonneuve. C'est cette galerie qui le fait connaître au public international à Paris et sur diverses foires d'art (Liste Basel, 2006 ; Art Basel Miami 2007).
Il poursuit ses activités à Berlin entre 2008 et 2012 Expositions à Berlin,,. Ses diverses séries se répondent en écho et impliquent pour chacune un focus spécifique sur l'un ou l'autre aspect du paysage et de sa construction par le regard, la technologie et la science³. Parmi ses séries, Le Monde Voilé, un projet mêlant photographie et sculpture(parution d'un catalogue), la Biennale de photographie de Thessalonique (Topos, 2010 - Grèce) (parution d'un catalogue collectif), le Domaine de Chaumont-sur-Loire, l'Institut français de Mayence- Allemagne, le Musée de la mer de Cannes, et dans toujours en exposition monographique.
Développée à Berlin entre 2010 et 2011, la série Botanica/Lumière Diffractée est exposée à Berlin en 2010 à la Fondation Alfred Ehrhardt, puis à Paris en 2012 par la Galerie Nathalie Béreau (Salon Cutlog). Cette série sera présentée lors de la saison 2014 de la Programmation Culturelle du Domaine de Chaumont-sur-Loire, constituant pour l'artiste sa seconde invitation par cette institution.

## Formation
Il est titulaire d'un Master of Fine Arts (Photography/New Media) de la Tyler School of Art de Philadelphie - États-Unis, d'une Maîtrise d'Histoire de l'Art (Anselm Kiefer, Œuvres récentes, 1985-1990) de l'Université Paris-IV Sorbonne. 
Il est un ancien élève de l'École Nationale du Patrimoine (ENP / INP Promotion 1993).
Il termine actuellement sa thèse à l'EHESS (sur les nonsites (« non-sites ») de Robert Smithson au regard des géosciences comme modèle d'échange entre arts et sciences), sous la direction de Claudine Cohen.

## Collections publiques
- Musée des beaux-arts de Rouen
- Musée de la mer Ville de Cannes
- Artothèque de Strasbourg
- Musée de la photographie de Thessalonique

## Expositions
- 2014
  - "Botanica/Lumière Diffractée" : Programmation Culturelle du Domaine de Chaumont-sur-Loire[19],[20]

- 2012
  - "Botanica/Lumière Diffractée" : Salon Cutlog, Bourse du Commerce, Paris, Galerie Nathalie Béreau
  - "Sublimis : Le Monde Voilé" (Photographies et sculptures) : Musée de la Mer, Ile Sainte Marguerite, Cannes[21],[22]

- 2011
  - "Metamorphosen : Zeitgenössische Ästhetik der Landschaft" (Photographies de la série "Le Monde Voilé"), Institut français de Mayence (Parution[2])

- 2010
  - "Le Monde Voilé" (Photographies) : Donopoulos International Fine Arts, Thessalonique (Grèce) dans le cadre de la Biennale de la photographie de Thessalonique (Catalogue [2])
  - "Botanica/Lumière Diffractée" : Exposition "Urban Growths Positions in Contemporary Plant Photography" ("Urbane Gewächse") Commissaire Christoph Schaden, Fondation Alfred Ehrhardt Stiftung, Berlin (RFA)[23]
  - "Le Monde Voilé" : Festival Biennale "Photofolies en Touraine", Domaine de Chaumont-sur-Loire, (Parution[3])[24]

- 2009
  - "Le Monde Voilé" (Photographies et sculptures): Musée des beaux-arts de Rouen[12]
  - "Désirella" (Projection vidéo): Nuit Blanche de Paris Musée Cognacq-Jay[25],[26](pages 46–47)

- 2008
  - "Le Monde Voilé" (Photographies et sculptures): Galerie Gilles Peyroulet & Co, Paris[27],[28],[29]
  - "Désirella" (Photographies + projection vidéo): Galerie Nathalie Béreau, Chinon (Parution[5])
  - "Désirella" (Photographies) : PPP, Parcours Parisien de la photographie, Galerie Xavier Nicolas, Paris

- 2007
  - "Désirella" & "Rivière Innocence"(Photographies et sculptures) : Art Basel Miami Supernova, Miami Beach (États-Unis) & FIAC, Paris, Cour Carrée du Louvre, Galerie Maisonneuve, Paris
  - Ralph-Samuel Grossmann, Qubogas, Michael Samuel, Galerie Frédéric Desimpel, Bruxelles

- 2006
  - "Désirella" : FIAC, Paris, Galerie Maisonneuve
  - "Désirella" : Liste Art Basel, Bâle (Suisse), Galerie Maisonneuve, Paris (Parution[6])

- 2005
  - "Désirella" : Frieze_Art_Fair, Londres] (Angleterre), Galerie Maisonneuve, Paris
  - "Désirella" : Galerie Maisonneuve, Paris[30]

- 2004
  - "Blax" (Projection vidéo) "Tout Cinematicfilm" : dans le cadre de "Lumière !", Festival International Exit, Maison des Arts de Créteil

- 2003
  - "Mon Dictionnaire, Mein Wörterbuch" (Photographies) : Galerie de l’Office Franco-Allemand de la jeunesse(OFAJ), Berlin

- 2002
  - "Blax" (Photographies et Projection vidéo), Aveuglante Beauté : Tyler Gallery, Center City, Philadelphie(Parution[7])

- 2001
  - "Blax" (Photographies et Projection vidéo) "Winter Retrospective" : Nikolai Fine Art Gallery, New York

- 2000
  - "Mon Dictionnaire" (Photographies): le Mois Off de la Photographie, Vitrines du Passage Verdeau, Paris (Parution[8])

## Publications
Livres et catalogues
- Ralph Samuel Grossmann : Le monde voilé, Éditions Silvana, Milan, 2009  (ISBN 9788836613694)
- Photobiennale 21 TOPOS, Museum of Photography, Thessaloniki, Thessaloniki, 2011  (ISBN 9789606788093)
- Antinous and the Antique, Catalogue d’exposition, Henri Moore Foundation, Leeds, 2006,  (ISBN 9781905462025)
- Qu’est-ce que Dada ?, Cahier du MNAM, Édition Centre Pompidou, 2003
- Off, catalogue du Mois de la Photographie OFF, Édition Le Temps des cerises, octobre 2000  (ISBN 2841092690)

## Commissariat scientifique
- 2005 "Enfances Parisiennes" : L’enfant à Paris dans les collections photographiques du Musée, Musée Carnavalet, Paris.
- 2003 "Shanghai, 1911-1949" : Photographies du Musée d’Histoire de Shanghai, Musée Carnavalet, Paris. (catalogue)[31]